# Герин, Хосе Луис
Хосе́ Луи́с Гери́н (исп. José Luis Guerín; род. 1960, Барселона) — испанский (каталонский) кинорежиссёр и педагог.

## Биография
Синефил, не получивший профессионального кинообразования. Снимал узкопленочные ленты, первый полнометражный фильм создал в 1985. Преподавал аудиовизуальные коммуникации в Барселонском университете Помпеу Фабра, в настоящее время преподаёт в Институте непрерывного образования при том же университете.

## Творчество
Герин внес в испанское и каталонское кино экспериментальный дух документализма, радикально сдвинув границы между кинодокументом и художественной фикцией, заметно повлияв на подготовку нового поколения испанских кинорежиссёров (Мерседес Альварес, Исаки Лакуэста и др.).

## Избранная фильмография
- 1985: Los motivos de Berta: Fantasía de Pubertad (премия Св. Георгия, Барселона, за лучший испанский фильм, номинация на лучший фильм КФ Фантаспорто)
- 1990: Иннисфри/ Innisfree (по мотивам фильма Джона Форда Тихий человек; премия Св. Георгия за лучший испанский фильм, премия Ассоциации киносценаристов Испании за лучший фильм)
- 1997: Поезд призраков/ Tren de sombras (на материалах «домашнего кино» 1930-х гг.; Большая премия европейской кинофантастики на КФ Фантаспорто, две премии на Каталонском КФ в Сиджесе)
- 2001: Стройка/ En construcción (документальный; премия Гойя за лучший документальный фильм, три премии Сан-Себастьянского МКФ, премия Ассоциации киносценаристов Испании за лучший фильм, премия Св. Георгия за лучший испанский фильм)
- 2007: В городе Сильвии/ En la ciudad de Sylvia (номинация на Золотого льва Венецианского МКФ)
- 2010: Гость/ Guest (документальный автобиографический)
- 2011: Воспоминания об одном утре/ Recuerdos de una mañana (документальный)